# Кузман Смилевски
Кузман Смилевски – Брадина е югославски партизанин, контраадмирал и деец на комунистическата съпротива във Вардарска Македония.

## Биография
Роден е на 22 август 1924 година в дебърското село Тресонче. Завършва основно и средно образование в Горни Милановац. Влиза в Комунистическата съпротива във Вардарска Македония през март 1943 г. От 1944 година влиза в ЮКП. Бил е политически комисар на първа македонско-косовска ударна бригада и политически комисар на батальон. Заместник-политически комисар е на осма македонска ударна бригада. Завършва Втората световна война с чин капитан.
След Втората световна война е политически комисар на бърдско-ридската бригада, началник на отдел в армията към Министерството за национална отбрана на Югославия, началник на катедра във Висшата военна академия на ЮНА. Завършва Военноморска академия на Югославската народна армия в Дивуле. Там е произведен в чин капитан на фрегата (майор). След като завършва служи в град Сплит и става началник на атомната, химическа и биологическа отбрана (АБХО) на югославската флота. През 1968 г. е определен за военно аташе на СФРЮ в Судан. Там през 1969 г. е повишен в чин контраадмирал и става първия македонец с такъв чин. В отделни периоди е преподавател във Висшата военно-политическа академия и началник на катедра в Академията. Бил е началник на Управлението на Съюзния секретариат за народна отбрана (ССНО). През 1973 година излиза в пенсия. През 1978 г. се завръща в Скопие, където умира през 2012 г.

## Награди
- Орден на братството и единството със сребърен венец;
- Орден на Народната армия със златна звезда;
- Орден на Народната армия със сребърна звезда;
- Орден за военни заслуги със златни мечове;
- Орден за заслуги пред народа със сребърна звезда;
- Медал за 10 години ЮНА;
- Медал за заслуги на Судан, 1 клас.